# Gofio
El gofio o polenta torrada, és un dels elements més tradicionals de la cuina canària. Es prepara amb grans de cereals que són torrats i posteriorment molts. El cereal preferit és el blat, encara que es poden fer servir altres tipus de cereals o llegums per preparar el plat com el blat de moro (anomenat millo a les Illes Canàries, però que no s'ha de confondre amb el mill), l'ordi, o, molt menys sovint, el cigró. També és costum barrejar dos cereals diferents, com blat i blat de moro.
Abans de la conquesta de les Canàries el gofio ja servia d'aliment per als guanxes. En posteriors temps de fam i escassetat d'aliments va formar part de la dieta popular canària. Actualment la forma més comuna de menjar-lo és amb llet, en el potatge, en postres o amb plàtan. També és usual fer-lo servir pastat acompanyant altres menjars (en forma de pilotes) o escaldat (s'aprofita el caldo de potatge per a escaldar-lo i consumir-lo amb verdures o sol). Hi ha fins i tot un cuiner de prestigi que ha confeccionat gelats de gofio rebent bona crítica al respecte.